# Крусеньо
Крусеньо (Cruzeño, Island Chumash, Isleño, Ysleño) — мёртвый язык чумашской семьи, язык индейских племён, населявших прибрежные территории штата Южная Калифорния, окрестности города Санта-Барбара, в США.